# مستذئب أمريكي في لندن (فلم)
مستذئب أمريكي في لندن (بالإنجليزية: An American Werewolf in London) هو فيلم رعب تم إنتاجه في المملكة المتحدة والولايات المتحدة وصدر في سنة 1981.

## الميزانية والإيرادات
بلغت تكلفة إنتاج الفيلم حوالي 10 ملايين دولار بينما حقق أرباحا تقدر بـ 61,973,249 دولار.

### ترشيحات وجوائز
| السنة | الحدث  | الفئة               | النتيجة |
| ----- | ------ | ------------------- | ------- |
|       | أوسكار | أفضل مستحضرات تجميل | فوز     |

## وصلات خارجية
- مقالات تستعمل روابط فنية بلا صلة مع ويكي بيانات